# ARASHI AROUND ASIA+ in DOME
『ARASHI AROUND ASIA+ in DOME』（アラシ アラウンド アジアプラス イン ドーム）は、日本の男性アイドルグループ・嵐のライブ・ビデオ。2007年10月17日にJ Stormから発売された。

## 概要
2007年4月21日から30日まで行われた自身初のドームコンサート『凱旋記念最終公演 ARASHI AROUND ASIA+ in DOME』から、最終公演となる4月30日開催の東京ドーム公演を収録。
本作収録の「Love so sweet」は、後に5thベストアルバム「5×20 All the BEST!! 1999-2019」初回限定盤2特典DVD「ARASHI LIVE CLIPS」にも収録された。
初回盤と通常盤の違いはパッケージデザインのみとなっている。

## 収録曲
※Blu-rayではDisc 1にまとめて収録。

### Disc 1
1. OVERTURE
2. A・RA・SHI
3. サクラ咲ケ
4. ハダシの未来
5. Lucky Man
6. COOL & SOUL（DOME'07 ver.）
7. I Want Somebody
8. a Day in Our Life
9. アオゾラペダル
10. 秘密 - 二宮和也
11. Rain - 大野智
12. La tormenta 2004
13. CARNIVAL NIGHT part2
14. きっと大丈夫
15. Love so sweet
16. 涙の流れ星 - 相葉雅紀
17. We can make it!
18. Blue
19. Anti-Anti - 櫻井翔
20. Tell me what you wanna be? - 松本潤
21. RIGHT BACK TO YOU
22. PIKA☆NCHI
23. SUNRISE日本
24. 明日に向かって吠えろ
25. EYES WITH DELIGHT
26. 君のために僕がいる
27. PIKA★★NCHI DOUBLE
28. 言葉より大切なもの
29. 感謝カンゲキ雨嵐

### Disc 2
1. Hero
2. いつまでも
3. ファイトソング
4. WISH
5. Love so sweet
6. A・RA・SHI

## コンサート日程
- 「凱旋記念公演 "ARASHI AROUND ASIA"」

|        | 開催日時 | 開演時間 | 会場         |
| 2007年 | 2007年   | 2007年   | 2007年       |
| ------ | -------- | -------- | ------------ |
| 1      | 1月3日   | 17:00    | 横浜アリーナ |
| 1      | 1月4日   | 14:00    | 横浜アリーナ |
| 1      | 1月4日   | 18:30    | 横浜アリーナ |
| 1      | 1月5日   | 14:00    | 横浜アリーナ |
| 1      | 1月5日   | 18:30    | 横浜アリーナ |
| 2      | 1月7日   | 13:00    | 大阪城ホール |
| 2      | 1月7日   | 17:00    | 大阪城ホール |
| 2      | 1月8日   | 11:00    | 大阪城ホール |
| 2      | 1月8日   | 15:00    | 大阪城ホール |

- 「凱旋記念最終公演 "ARASHI AROUND ASIA+ in DOME"」

|        | 開催日時 | 開演時間 | 会場             |
| 2007年 | 2007年   | 2007年   | 2007年           |
| ------ | -------- | -------- | ---------------- |
| 1      | 4月21日  | 18:00    | 京セラドーム大阪 |
| 1      | 4月22日  | 16:00    | 京セラドーム大阪 |
| 2      | 4月29日  | 18:00    | 東京ドーム       |
| 2      | 4月30日  | 18:00    | 東京ドーム       |